# Simon András (színművész)
Simon András (Kolozsvár, 1950. december 15. –) magyar színész.

## Életpályája
Pályafutását 1964-ben a kolozsvári Stúdió Színpad tagjaként kezdte. Tanulmányait a marosvásárhelyi Szentgyörgyi István Színművészeti Főiskolán folytatta, ahol 1974-ben végzett Kovács György tanítványaként. 1974-től 1989-ig a Sepsiszentgyörgyi Állami Magyar Színház társulatának művésze volt. Innen került még az 1989-es romániai forradalom előtt, a diktatúra erősödése és a kultúra- valamint kisebbségellenesség miatt Budapestre.
1989-ben települt át Magyarországra. 1990-től két évadon át volt a Józsefvárosi Színház tagja, majd 1992-től szabadfoglalkozású színművészként, szerepekre szerződve, de rendszeresen játszott a Nemzeti Színház, majd a névváltoztatás után a Pesti Magyar Színház társulatának előadásaiban, amihez 2000-ben leszerződött és 2018-ig maradt tagja. Vendégművészként játszott még a Budaörsi Játékszín, a kecskeméti Katona József Színház, a Pasztell Színházi Társulás és a Roma Színpad produkcióiban.
Színészi munkája mellett 1978–88 között tíz éven át a sepsiszentgyörgyi Művészeti Népiskola színésztagozatának tanára, Magyarországon pedig 1999-től 2002-ig a Nemzeti Színiakadémia, később a Pesti Magyar Színiakadémia színészmesterség tanára volt.
Az 1970-es, 1980-as években közreműködő volt a sepsiszentgyörgyi színház évenként megrendezésre kerülő szilveszteri kabaréinak. Segédrendezőként is dolgozott. Magyarországon részt vett továbbá fiatal művészek új utakat kereső színházi törekvéseiben, Balatoni Mónika és Lázár Csaba produkcióiban.

## Díjai
- Legjobb epizódalakítás díja, 1981. Sepsiszentgyörgy (Theodor Mănescu: Éjszaka az országúton - pincér)

## Színházi szerepei
| \| Szerző \| A darab címe \| Bemutató dátuma \| S z í n h á z \| Játszott szerep \| \| ------------------------------------------------------ \| -------------------------------- \| --------------- \| ---------------------------------------------- \| ------------------------------------- \| \| \| Hahó, hűhó, hahota \| 1984. \| Sepsiszentgyörgyi Állami Magyar Színház \| \| \| Fejes Endre \| Jó estét nyár, jó estét szerelem \| 1985. \| Sepsiszentgyörgyi Állami Magyar Színház \| Orvos; Fodrászsegéd; II. cigányzenész \| \| Dali Sándor \| Humorítsunk \| 1986. \| Sepsiszentgyörgyi Állami Magyar Színház \| \| \| Karácsony Benő \| A rút kiskacsa \| 1987. \| Sepsiszentgyörgyi Állami Magyar Színház \| Pincér \| \| William Shakespeare \| Szentivánéji álom \| 1988. \| Sepsiszentgyörgyi Állami Magyar Színház \| Égeus, Hermia apja \| \| Heltai Jenő \| Naftalin \| 1990. \| gyöngyösi Népszínház \| Kapronczay \| \| Fésűs Éva, Gebora György \| A csodálatos nyúlcipő \| 1991. \| Budapesti Kamaraszínház a Józsefvárosban \| Dolmányos varjú \| \| Katona József \| Bánk bán \| 1992. \| Nemzeti Színház - Várszínház \| Békétlen \| \| William Shakespeare \| Hamlet, dán királyfi \| 1994. \| Nemzeti Színház - Várszínház \| Francisco, katona \| \| Füst Milán \| Negyedik Henrik király \| 1994. \| Nemzeti Színház - Várszínház \| \| \| William Shakespeare \| Lear király \| 1994. \| Nemzeti Színház - Gyulai Várszínház \| Kapitány \| \| Tamási Áron \| Tündöklő Jeromos \| 1994. \| Nemzeti Színház - Várszínház \| Elek, az Ákos apja \| \| Móricz Zsigmond \| Nem élhetek muzsikaszó nélkül \| 1997. \| Nemzeti Színház \| Gergő, öreg kocsis \| \| Szigligeti Ede \| Fenn az ernyő, nincsen kas \| 2000. \| Törley-Sacellary kastély \| \| \| Boldizsár Miklós, Bródy János \| István, a király \| 2001. \| Nemzeti Színház \| Géza \| \| Rejtő Jenő, Schwajda György \| A néma revolverek városa \| 2005. \| Magyar Színház \| Börtönőr \| \| Thornton Wilder, Michael Stewart \| Hello, Dolly! \| 2008. \| Katona József Színház \| Phil, a borbély; Pincér \| \| Szerb Antal \| Holdvilág és utasa \| 2009. \| kecskeméti Katona József Színház \| Ulpius apa; Bodrogi apa \| \| Georges Feydeau \| Osztrigás Mici \| 2011. \| Pesti Magyar Színház \| Émile, inas a tábornoknál \| \| Maria Augusta von Trapp, Howard Lindsay, Russel Crouse \| A muzsika hangja \| 2011. \| Budaörsi Játékszín - Gózon Gyula Kamaraszínház \| Von Schreiber admirális \| \| James Lapine \| Vadregény \| 2014. \| Magyar Színház \| Hamupipőke apja \| \| \| \| . \| \| \| |                                  |                 |                                                |                                       |
| Szerző | A darab címe                     | Bemutató dátuma | S z í n h á z                                  | Játszott szerep                       |
| | Hahó, hűhó, hahota               | 1984.           | Sepsiszentgyörgyi Állami Magyar Színház        |                                       |
| Fejes Endre | Jó estét nyár, jó estét szerelem | 1985.           | Sepsiszentgyörgyi Állami Magyar Színház        | Orvos; Fodrászsegéd; II. cigányzenész |
| Dali Sándor | Humorítsunk                      | 1986.           | Sepsiszentgyörgyi Állami Magyar Színház        |                                       |
| Karácsony Benő | A rút kiskacsa                   | 1987.           | Sepsiszentgyörgyi Állami Magyar Színház        | Pincér                                |
| William Shakespeare | Szentivánéji álom                | 1988.           | Sepsiszentgyörgyi Állami Magyar Színház        | Égeus, Hermia apja                    |
| Heltai Jenő | Naftalin                         | 1990.           | gyöngyösi Népszínház                           | Kapronczay                            |
| Fésűs Éva, Gebora György | A csodálatos nyúlcipő            | 1991.           | Budapesti Kamaraszínház a Józsefvárosban       | Dolmányos varjú                       |
| Katona József | Bánk bán                         | 1992.           | Nemzeti Színház - Várszínház                   | Békétlen                              |
| William Shakespeare | Hamlet, dán királyfi             | 1994.           | Nemzeti Színház - Várszínház                   | Francisco, katona                     |
| Füst Milán | Negyedik Henrik király           | 1994.           | Nemzeti Színház - Várszínház                   |                                       |
| William Shakespeare | Lear király                      | 1994.           | Nemzeti Színház - Gyulai Várszínház            | Kapitány                              |
| Tamási Áron | Tündöklő Jeromos                 | 1994.           | Nemzeti Színház - Várszínház                   | Elek, az Ákos apja                    |
| Móricz Zsigmond | Nem élhetek muzsikaszó nélkül    | 1997.           | Nemzeti Színház                                | Gergő, öreg kocsis                    |
| Szigligeti Ede | Fenn az ernyő, nincsen kas       | 2000.           | Törley-Sacellary kastély                       |                                       |
| Boldizsár Miklós, Bródy János | István, a király                 | 2001.           | Nemzeti Színház                                | Géza                                  |
| Rejtő Jenő, Schwajda György | A néma revolverek városa         | 2005.           | Magyar Színház                                 | Börtönőr                              |
| Thornton Wilder, Michael Stewart | Hello, Dolly!                    | 2008.           | Katona József Színház                          | Phil, a borbély; Pincér               |
| Szerb Antal | Holdvilág és utasa               | 2009.           | kecskeméti Katona József Színház               | Ulpius apa; Bodrogi apa               |
| Georges Feydeau | Osztrigás Mici                   | 2011.           | Pesti Magyar Színház                           | Émile, inas a tábornoknál             |
| Maria Augusta von Trapp, Howard Lindsay, Russel Crouse | A muzsika hangja                 | 2011.           | Budaörsi Játékszín - Gózon Gyula Kamaraszínház | Von Schreiber admirális               |
| James Lapine | Vadregény                        | 2014.           | Magyar Színház                                 | Hamupipőke apja                       |
| |                                  | .               |                                                |                                       |

### Jelenleg játszott szerepei
Az utolsó módosítás ebben a szakaszban:  2016. január 20., 16:53 (CET)
A Pesti Magyar Színházban:
- Balázs Ágnes: Andersen, avagy a mesék meséje - HÁZTULAJDONOS, PERECÁRUS
- Jeney Zoltán: Rév Fülöp - VÁZSONY

## Filmes szerepei
- Barátok közt (tv-sorozat)
- Jogi Esetek (tv-sorozat)
- 2009. Drakula árnyéka – A romániai forradalom kitörésének valódi története (Magyar dokumentumfilm) - Hang[6]

Romániában játszott a bukaresti televízió magyar adásaiban:
- A néma Levente
- Ady est
- Arany est
- József Attila est
- Petőfi est